# Список Героев Советского Союза (Рогачевский — Рудаков)
В настоящем списке представлены в алфавитном порядке все Герои Советского Союза, чьи фамилии начинаются с буквы «Р» (всего 428 человек, из них десять удостоены звания дважды). Список содержит даты Указов Президиума Верховного Совета СССР о присвоении звания, информацию о роде войск, должности и воинском звании Героев на дату представления к присвоению звания Героя Советского Союза, годах их жизни.
- Персиковым цветом  в таблице выделены Герои, удостоенные звания дважды и более раз.
- Серым цветом  в таблице выделены Герои, представленные к званию посмертно.

| Навигационная таблица | Навигационная таблица                |
| --------------------- | ------------------------------------ |
| «Р»                   | Рабовалюк Михаил — Рогачёв Михаил    |
| «Р»                   | Рогачевский Георгий — Рудаков Сергей |
| «Р»                   | Руденко Александр — Ряпосов Николай  |

| № п/п | Фамилия Имя Отчество                                                               | Дата Указа            | Род войск      | Должность | Звание                                      | Годы жизни                                   | БС ГС НЛ                        |
| ----- | ---------------------------------------------------------------------------------- | --------------------- | -------------- | --- | ------------------------------------------- | -------------------------------------------- | ------------------------------- |
| 143   | Рогачевский Георгий Алексеевич                                                     | 16.05.1944            | морской флот   | командир звена торпедных катеров 2-го дивизиона 1-й бригады торпедных катеров Черноморского флота | старший лейтенант                           | 05.05.1920 — 07.08.1996                      | [ БС 1 ] [ ГС 1 ] [ НЛ 1 ]      |
| 144   | Рогов Алексей Георгиевич (Рогов Алексей Григорьевич)                               | 22.10.1941            | авиация        | командир эскадрильи 40-го бомбардировочного авиационного полка 4-й бомбардировочной авиационной дивизии Западного фронта | капитан                                     | 22.01.1913 — 08.10.1941                      | [ БС 1 ] [ ГС 2 ] [ НЛ 2 ]      |
| 145   | Рогов Леонид Васильевич                                                            | 10.04.1945            | артиллерия     | наводчик орудия батареи 45-миллиметровых пушек 538-го стрелкового полка 120-й стрелковой дивизии 21-й армии 1-го Украинского фронта | старший сержант                             | 24.01.1921 — 13.06.1980                      | [ БС 1 ] [ ГС 3 ] [ НЛ 3 ]      |
| 146   | Рогов Михаил Сафронович бел. Рогаў Міхаіл Сафронавіч                               | 24.03.1945            | кавалерия      | старшина эскадрона 223-го кавалерийского полка 63-й кавалерийской дивизии 5-го гвардейского кавалерийского корпуса 2-го Украинского фронта | старшина                                    | 17.10.1916 — 25.10.1944                      | [ БС 2 ] [ ГС 4 ] [ НЛ 4 ]      |
| 147   | Рогов Николай Иванович                                                             | 17.11.1943            | артиллерия     | командир расчёта зенитного пулемёта 287-го гвардейского зенитного артиллерийского полка 7-го гвардейского танкового корпуса 3-й гвардейской танковой армии Воронежского фронта | гвардии младший сержант                     | 24.12.1920 — 21.09.1992                      | [ БС 3 ] [ ГС 5 ] [ НЛ 5 ]      |
| 148   | Рогожин Алексей Арсентьевич                                                        | 10.04.1945            | авиация        | заместитель командира и штурман эскадрильи 142-го гвардейского штурмового авиационного полка 8-й гвардейской штурмовой авиационной дивизии 1-го гвардейского штурмового авиационного корпуса 2-й воздушной армии 1-го Украинского фронта                                                                         | гвардии лейтенант                           | 23.02.1922 — 01.03.1992                      | [ БС 3 ] [ ГС 6 ] [ НЛ 6 ]      |
| 149   | Рогожин Василий Александрович                                                      | 24.08.1943            | авиация        | командир звена 236-го истребительного авиационного полка 201-й истребительной авиационной дивизии 2-го смешанного авиационного корпуса 4-й воздушной армии Северо-Кавказского фронта | младший лейтенант                           | 27.06.1923 — 25.10.1943                      | [ БС 3 ] [ ГС 7 ] [ НЛ 7 ]      |
| 150   | Рогожников Андрей Михайлович                                                       | 24.03.1945            | инженер        | командир отделения 195-го отдельного сапёрного батальона 139-й стрелковой дивизии 50-й армии 2-го Белорусского фронта | сержант                                     | 30.10.1904 — 06.07.1986                      | [ БС 3 ] [ ГС 8 ] [ НЛ 8 ]      |
| 151   | Рогожников Николай Алексеевич                                                      | 10.04.1945            | артиллерия     | командир орудия 235-го гвардейского истребительно-противотанкового артиллерийского полка 10-й гвардейской истребительно-противотанковой артиллерийской бригады РГК в составе 5-й гвардейской армии 1-го Украинского фронта                                                                                       | гвардии старший сержант                     | 12.12.1919 — 02.07.2001                      | [ БС 3 ] [ ГС 9 ] [ НЛ 9 ]      |
| 152   | Рогожников Федосий Васильевич                                                      | 29.06.1945            | танкист        | командир танкового батальона 3-й гвардейской танковой бригады 3-го гвардейского танкового корпуса 70-й армии 2-го Белорусского фронта | гвардии капитан                             | 06.08.1913 — 21.04.1966                      | [ БС 4 ] [ ГС 10 ] [ НЛ 10 ]    |
| 153   | Рогозин Анатолий Васильевич                                                        | 31.05.1945            | танкист        | командир танкового батальона 36-й танковой бригады 11-го танкового корпуса 1-го Белорусского фронта | майор                                       | 23.04.1916 — 29.06.1978                      | [ БС 5 ] [ ГС 11 ] [ НЛ 11 ]    |
| 154   | Рогозин Владимир Алексеевич                                                        | 23.09.1944            | пехота         | заместитель командира отделения 1161-го стрелкового полка 351-й стрелковой дивизии 1-й танковой армии 1-го Украинского фронта | младший сержант                             | 02.03.1925 — 09.04.1944                      | [ БС 5 ] [ ГС 12 ] [ НЛ 12 ]    |
| 155   | Рогозин Пётр Карпович (Рогозин Фёдор Карпович)                                     | 30.10.1943            | инженер        | командир отделения 170-го инженерно-сапёрного батальона 14-й инженерно-сапёрной бригады РГК в составе 65-й армии Центрального фронта | сержант                                     | 22.08.1900 — 29.01.1991                      | [ БС 5 ] [ ГС 13 ] [ НЛ 13 ]    |
| 156   | Рогульский Франц Николаевич укр. Рогульський Франц Миколайович                     | 19.08.1944            | авиация        | командир эскадрильи 19-го гвардейского авиационного полка 8-й гвардейской авиационной дивизии 2-го гвардейского авиационного корпуса Авиации дальнего действия | гвардии капитан                             | 28.09.1916 — 22.08.1985                      | [ БС 5 ] [ ГС 14 ] [ НЛ 14 ]    |
| 157   | Роденко Константин Герасимович                                                     | 19.04.1945            | артиллерия     | командир орудия 224-го артиллерийского полка 70-й стрелковой дивизии 43-й армии 3-го Белорусского фронта | сержант                                     | 07.03.1923 — 25.06.1985                      | [ БС 5 ] [ ГС 15 ] [ НЛ 15 ]    |
| 158   | Родимцев Александр Ильич                                                           | 22.10.1937 02.06.1945 | пехота генерал | военный советник в войсках испанских республиканцев командир 32-го гвардейского стрелкового корпуса 5-й гвардейской армии 1-го Украинского фронта | старший лейтенант гвардии генерал-лейтенант | 08.03.1905 — 13.04.1977                      | [ БС 5 ] [ ГС 16 ] [ НЛ 16 ]    |
| 159   | Родин Алексей Григорьевич                                                          | 07.02.1943            | генерал        | командир 26-го танкового корпуса 5-й танковой армии Юго-Западного фронта | генерал-майор танковых войск                | 17.02.1902 — 27.05.1955                      | [ БС 6 ] [ ГС 17 ] [ НЛ 17 ]    |
| 160   | Родин Дмитрий Ильич                                                                | 24.03.1945            | пехота         | командир взвода 170-го гвардейского стрелкового полка 57-й гвардейской стрелковой дивизии 8-й гвардейской армии 1-го Белорусского фронта | гвардии младший лейтенант                   | 21.07.1912 — 06.06.1992                      | [ БС 7 ] [ ГС 18 ] [ НЛ 18 ]    |
| 161   | Родин Николай Иванович                                                             | 29.06.1945            | авиация        | заместитель командира эскадрильи 525-го штурмового авиационного полка 227-й штурмовой авиационной дивизии 8-го штурмового авиационного корпуса 8-й воздушной армии 4-го Украинского фронта | старший лейтенант                           | 23.04.1923 — 31.10.2002                      | [ БС 7 ] [ ГС 19 ] [ НЛ 19 ]    |
| 162   | Родинка Сергей Лаврентьевич укр. Родинка Сергій Лаврентійович                      | 02.08.1944            | авиация        | командир эскадрильи 93-го гвардейского штурмового авиационного полка 5-й гвардейской штурмовой авиационной дивизии 1-го смешанного авиационного корпуса 17-й воздушной армии 3-го Украинского фронта | гвардии старший лейтенант                   | 25.09.1916 — 25.04.1977                      | [ БС 7 ] [ ГС 20 ] [ НЛ 20 ]    |
| 163   | Родионов Алексей Павлович                                                          | 16.05.1944            | пехота         | командир 77-й стрелковой дивизии 51-й армии 4-го Украинского фронта | полковник                                   | 10.03.1898 — 24.10.1965                      | [ БС 7 ] [ ГС 21 ] [ НЛ 21 ]    |
| 164   | Родионов Василий Иванович                                                          | 15.05.1946            | авиация        | командир эскадрильи 20-го гвардейского бомбардировочного авиационного полка 13-й гвардейской бомбардировочной авиационной дивизии 2-го гвардейского бомбардировочного авиационного корпуса 18-й воздушной армии                                                                                                  | гвардии майор                               | 23.07.1917 — 01.11.1992                      | [ БС 7 ] [ ГС 22 ] [ НЛ 22 ]    |
| 165   | Родионов Владимир Аркадьевич                                                       | 06.04.1945            | генерал        | командир 245-й стрелковой дивизии 59-й армии 1-го Украинского фронта | генерал-майор                               | 11.06.1900 — 27.12.1968                      | [ БС 7 ] [ ГС 23 ] [ НЛ 23 ]    |
| 166   | Родионов Иван Фёдорович                                                            | 27.02.1945            | пехота         | командир батальона 222-го стрелкового полка 49-й стрелковой дивизии 33-й армии 1-го Белорусского фронта | майор                                       | 27.06.1906 — 1989                            | [ БС 7 ] [ ГС 24 ] [ НЛ 24 ]    |
| 167   | Родионов Михаил Александрович                                                      | 14.02.1943            | авиация        | командир звена 562-го истребительного авиационного полка 6-го истребительного авиационного корпуса Московского фронта ПВО | младший лейтенант                           | 1918 — 03.06.1942                            | [ БС 8 ] [ ГС 25 ] [ НЛ 25 ]    |
| 168   | Родионов Михаил Егорович                                                           | 22.02.1943            | пехота         | пулемётчик 426-го стрелкового полка 88-й стрелковой дивизии Карельского фронта | красноармеец                                | 27.10.1915 — 07.11.1941                      | [ БС 9 ] [ ГС 26 ] [ НЛ 26 ]    |
| 169   | Родионов Михаил Иосифович                                                          | 04.07.1944            | танкист        | командир 7-й гвардейской механизированной бригады 3-го гвардейского механизированного корпуса 3-го Белорусского фронта | гвардии полковник                           | 20.07.1902 — 24.05.1987                      | [ БС 9 ] [ ГС 27 ] [ НЛ 27 ]    |
| 170   | Родионов Михаил Фёдорович                                                          | 29.06.1945            | комиссар       | заместитель по политической части командира 18-го истребительно-противотанкового артиллерийского полка 6-й отдельной истребительно-противотанковой артиллерийской бригады РГК в составе войск 4-го Украинского фронта                                                                                            | майор                                       | 05.11.1915 — 24.01.1992                      | [ БС 9 ] [ ГС 28 ] [ НЛ 28 ]    |
| 171   | Родионов Пётр Зиновьевич                                                           | 24.03.1945            | артиллерия     | старший разведчик батареи 254-го миномётного полка 27-й миномётной бригады 5-й гвардейской артиллерийской дивизии прорыва РГК в составе 53-й армии 2-го Украинского фронта | сержант                                     | 05.11.1923 — 24.01.1978                      | [ БС 9 ] [ ГС 29 ] [ НЛ 29 ]    |
| 172   | Родионов Сергей Иванович                                                           | 07.08.1943            | артиллерия     | командир батареи 167-го гвардейского лёгкого артиллерийского полка 3-й гвардейской лёгкой артиллерийской бригады 1-й гвардейской артиллерийской дивизии РГК в составе 70-й армии Центрального фронта | гвардии лейтенант                           | 11.09.1920 — 09.12.1989                      | [ БС 9 ] [ ГС 30 ] [ НЛ 30 ]    |
| 173   | Родителев Александр Михайлович                                                     | 19.04.1945            | инженер        | командир взвода 51-го гвардейского отдельного сапёрного батальона 13-го гвардейского стрелкового корпуса 43-й армии 3-го Белорусского фронта | гвардии младший лейтенант                   | 18.12.1916 — 07.07.1966                      | [ БС 9 ] [ ГС 31 ] [ НЛ 31 ]    |
| 174   | Родичев Михаил Матвеевич                                                           | 15.01.1940            | артиллерия     | командир батареи 301-го гаубичного артиллерийского полка 7-й армии | лейтенант                                   | 05.11.1911 — 30.03.1991                      | ——                              |
| 175   | Родных Михаил Васильевич                                                           | 25.03.1943            | авиация        | заместитель командира эскадрильи 890-го авиационного полка 45-й авиационной дивизии Авиации дальнего действия | капитан                                     | 05.11.1906 — 28.12.1970                      | [ БС 11 ] [ ГС 33 ] [ НЛ 32 ]   |
| 176   | Родченко Валентин Филиппович укр. Родченко Валентин Пилипович                      | 14.02.1986            | учёные         | капитан научно-исследовательского судна «Михаил Сомов» Арктического и антарктического научно-исследовательского института | —                                           | род. 12.05.1939                              | ——                              |
| 177   | Родыгин Пётр Андреевич                                                             | 10.04.1945            | пехота         | командир пулемётного взвода мотострелкового батальона 29-й гвардейской мотострелковой бригады 10-го гвардейского танкового корпуса 4-й гвардейской танковой армии 1-го Украинского фронта | гвардии лейтенант                           | 16.05.1922 — 29.04.1945                      | [ БС 11 ] [ ГС 35 ] [ НЛ 33 ]   |
| 178   | Рождественский Валерий Ильич                                                       | 05.11.1976            | космонавт      | бортинженер космического корабля «Союз-23» | полковник-инженер                           | 13.02.1939 — 31.08.2011                      | ——                              |
| 179   | Рожков Александр Евгеньевич                                                        | 06.03.1945            | авиация        | заместитель командира эскадрильи 30-го разведывательного авиационного полка ВВС Черноморского флота | капитан                                     | 08.06.1916 — 16.06.1972                      | [ БС 11 ] [ ГС 37 ] [ НЛ 34 ]   |
| 180   | Рожнев Николай Михайлович                                                          | 13.09.1944            | пехота         | командир отделения 859-го стрелкового полка 294-й стрелковой дивизии 52-й армии 2-го Украинского фронта | сержант                                     | 17.12.1916 — 27.03.1944                      | [ БС 11 ] [ ГС 38 ] [ НЛ 35 ]   |
| 181   | Рожнов Николай Андреевич                                                           | 01.07.1944            | авиация        | штурман 217-го штурмового авиационного полка 299-й штурмовой авиационной дивизии 16-й воздушной армии Белорусского фронта | капитан                                     | 25.07.1913 — 07.12.1959                      | [ БС 11 ] [ ГС 39 ] [ НЛ 36 ]   |
| 182   | Розанов Василий Петрович                                                           | 07.04.1940            | танкист        | командир танкового взвода 398-го отдельного танкового батальона 50-й стрелковой дивизии 13-й армии Северо-Западного фронта | младший лейтенант                           | 1912 — 11.02.1940                            | [ БС 11 ] [ ГС 40 ] [ НЛ 37 ]   |
| 183   | Розанов Иван Григорьевич                                                           | 10.04.1945            | артиллерия     | командир 232-го гвардейского артиллерийского полка 97-й гвардейской стрелковой дивизии 5-й гвардейской армии 1-го Украинского фронта | гвардии майор                               | 06.09.1916 — 06.10.1986                      | [ БС 12 ] [ ГС 41 ] [ НЛ 38 ]   |
| 184   | Розенко Николай Петрович                                                           | 16.10.1943            | пехота         | командир пулемётного расчёта 4-го гвардейского стрелкового полка 6-й гвардейской стрелковой дивизии 13-й армии Центрального фронта | гвардии младший сержант                     | 1923 — 26.09.1943                            | [ БС 13 ] [ ГС 42 ] [ НЛ 39 ]   |
| 185   | Розка Александр Антонович укр. Розка Олександр Антонович                           | 19.05.1940            | артиллерия     | командир огневого взвода 230-го отдельного дивизиона противотанковой обороны 164-й стрелковой дивизии 1-го стрелкового корпуса 8-й армии Северо-Западного фронта | лейтенант                                   | 25.08.1915 — 31.01.1970                      | [ БС 13 ] [ ГС 43 ] [ НЛ 40 ]   |
| 186   | Розов Николай Иванович                                                             | 24.03.1945            | пехота         | командир роты 176-го гвардейского стрелкового полка 59-й гвардейской стрелковой дивизии 46-й армии 2-го Украинского фронта | гвардии лейтенант                           | 04.12.1918 — 08.08.2000                      | [ БС 13 ] [ ГС 44 ] [ НЛ 41 ]   |
| 187   | Рой Алексей Хрисанфович                                                            | 15.05.1946            | пехота         | помощник командира взвода разведывательной роты 6-й гвардейской механизированной бригады 2-го гвардейского механизированного корпуса 46-й армии 2-го Украинского фронта | гвардии старшина                            | 12.03.1922 — 08.02.2016                      | [ БС 13 ] [ ГС 45 ] [ НЛ 42 ]   |
| 188   | Ройченко Александр Александрович укр. Ройченко Олександр Олександрович             | 17.10.1943            | артиллерия     | командир миномётной роты 1033-го стрелкового полка 280-й стрелковой дивизии 60-й армии Центрального фронта | старший лейтенант                           | 09.10.1911 — 05.10.1943                      | [ БС 13 ] [ ГС 46 ] [ НЛ 43 ]   |
| 189   | Рокин Лавр Иванович                                                                | 24.03.1945            | артиллерия     | командир СУ-76 1450-го самоходного артиллерийского полка 10-го танкового корпуса 2-го Прибалтийского фронта | лейтенант                                   | 17.12.1924 — 24.11.1944                      | [ БС 14 ] [ ГС 47 ] [ НЛ 44 ]   |
| 190   | Рокитянский Алексей Анисимович укр. Рокитянський Олексій Онисимович                | 24.03.1945            | артиллерия     | командир взвода 2-го гвардейского истребительно-противотанкового артиллерийского полка 16-й гвардейской отдельной истребительно-противотанковой артиллерийской бригады РГК в составе 5-й армии 3-го Белорусского фронта                                                                                          | гвардии лейтенант                           | 28.02.1922 — 04.08.1998                      | [ БС 15 ] [ ГС 48 ] [ НЛ 45 ]   |
| 191   | Рокоссовский Константин Константинович пол. Rokossowski Konstanty                  | 29.07.1944 01.06.1945 | маршал         | командующий 1-м Белорусским фронтом командующий 2-м Белорусским фронтом | Маршал Советского Союза                     | 21.12.1896 — 03.08.1968                      | [ БС 15 ] [ ГС 49 ] [ НЛ 46 ]   |
| 192   | Ролин Николай Михайлович                                                           | 29.06.1945            | авиация        | штурман эскадрильи 34-го гвардейского бомбардировочного авиационного полка 276-й бомбардировочной авиационной дивизии 1-й воздушной армии 3-го Белорусского фронта | гвардии старший лейтенант                   | 27.10.1914 — 09.06.1977                      | [ БС 15 ] [ ГС 50 ] [ НЛ 47 ]   |
| 193   | Ромаев Гаяз Галазкарович (Рамаев Гаяз Галазкарович) тат. Рамаев Гаяз Галиәсгар улы | 10.01.1944            | пехота         | командир взвода разведчиков 128-го стрелкового полка 29-й стрелковой дивизии 64-й армии Донского фронта | лейтенант                                   | 06.04.1921 — 26.01.1943                      | [ БС 15 ] [ ГС 51 ] [ НЛ 48 ]   |
| 194   | Роман Алексей Петрович укр. Роман Олексій Петрович                                 | 10.04.1945            | танкист        | командир танковой роты 12-го танкового полка 25-й гвардейской механизированной бригады 7-го гвардейского механизированного корпуса 1-го Украинского фронта | гвардии старший лейтенант                   | 02.06.1922 — 16.11.1995                      | [ БС 15 ] [ ГС 52 ] [ НЛ 49 ]   |
| 195   | Роман Сергей Демьянович                                                            | 24.03.1945            | пехота         | стрелок 168-го гвардейского стрелкового полка 55-й гвардейской стрелковой дивизии 28-й армии 1-го Белорусского фронта | гвардии красноармеец                        | 24.09.1917 — 26.06.1944                      | [ БС 15 ] [ ГС 53 ] [ НЛ 50 ]   |
| 196   | Романенко Александр Сергеевич укр. Романенко Олександр Сергійович                  | 28.09.1943            | авиация        | штурман 91-го истребительного авиационного полка 256-й истребительной авиационной дивизии 5-го истребительного авиационного корпуса 2-й воздушной армии Воронежского фронта | майор                                       | 04.09.1912 — 06.11.1943                      | [ БС 16 ] [ ГС 54 ] [ НЛ 51 ]   |
| 197   | Романенко Александр Фомич укр. Романенко Олександр Хомич                           | 27.06.1945            | инженер        | корпусной инженер 6-го гвардейского механизированного корпуса 4-й гвардейской танковой армии 1-го Украинского фронта | гвардии подполковник                        | 01.08.1901 — 07.07.1974                      | [ БС 17 ] [ ГС 55 ] [ НЛ 52 ]   |
| 198   | Романенко Алексей Данилович укр. Романенко Олексій Данилович                       | 29.10.1943            | пехота         | командир отделения стрелковой роты 42-го стрелкового полка 180-й стрелковой дивизии 38-й армии Воронежского фронта | сержант                                     | 16.04.1919 — 14.01.1989                      | [ БС 17 ] [ ГС 56 ] [ НЛ 53 ]   |
| 199   | Романенко Алексей Федосеевич                                                       | 17.11.1943            | пехота         | командир отделения мотострелкового батальона 69-й механизированной бригады 9-го механизированного корпуса 3-й гвардейской танковой армии Воронежского фронта | младший сержант                             | 20.03.1924 — февраль 1944 (пропал без вести) | [ БС 17 ] [ ГС 57 ] [ НЛ 54 ]   |
| 200   | Романенко Андрей Фёдорович укр. Романенко Андрій Федорович                         | 13.09.1944            | пехота         | командир батальона 767-го стрелкового полка 228-й стрелковой дивизии 37-й армии 3-го Украинского фронта | майор                                       | 22.08.1917 — 14.04.1944                      | [ БС 17 ] [ ГС 58 ] [ НЛ 55 ]   |
| 201   | Романенко Василий Сергеевич                                                        | 21.07.1942            | авиация        | командир эскадрильи 502-го штурмового авиационного полка ВВС Северо-Западного фронта | капитан                                     | 29.04.1909 — 30.06.1942                      | [ БС 17 ] [ ГС 59 ] [ НЛ 56 ]   |
| 202   | Романенко Георгий Александрович                                                    | 10.03.1944            | танкист        | командир роты танков Т-34 441-го танкового батальона 110-й танковой бригады 18-го танкового корпуса 5-й гвардейской танковой армии 2-го Украинского фронта | старший лейтенант                           | 18.04.1918 — 24.10.1976                      | [ БС 17 ] [ ГС 60 ] [ НЛ 57 ]   |
| 203   | Романенко Иван Георгиевич                                                          | 21.04.1940            | авиация        | командир 13-го истребительного авиационного полка 61-й истребительной авиационной бригады ВВС Балтийского флота | майор                                       | 31.01.1908 — 10.08.1994                      | ——                              |
| 204   | Романенко Иван Иванович                                                            | 04.02.1944            | авиация        | штурман 774-го истребительного авиационного полка 282-й истребительной авиационной дивизии 6-го смешанного авиационного корпуса 16-й воздушной армии Центрального фронта | капитан                                     | 05.11.1918 — 08.06.1978                      | [ БС 18 ] [ ГС 62 ] [ НЛ 58 ]   |
| 205   | Романенко Пётр Логвинович                                                          | 21.02.1944            | пехота         | командир 131-й стрелковой дивизии 2-й ударной армии Ленинградского фронта | полковник                                   | 11.06.1905 — 22.08.1985                      | [ БС 19 ] [ ГС 63 ] [ НЛ 59 ]   |
| 206   | Романенко Юрий Викторович                                                          | 16.03.1978 26.09.1980 | космонавт      | командир космического корабля «Союз-26» и орбитального научно-исследовательского комплекса «Салют-6» — «Союз-27» — «Союз-28» — «Союз-26», 42-й космонавт СССР и 85-й космонавт мира командир космического корабля «Союз-38» и орбитального научно-исследовательского комплекса «Союз-37» — «Салют-6» — «Союз-38» | подполковник полковник                      | род. 01.08.1944                              | ——                              |
| 207   | Романенков Александр Михайлович                                                    | 07.04.1940            | инженер        | командир сапёрного отделения 756-го стрелкового полка 150-й стрелковой дивизии 13-й армии Северо-Западного фронта | отделенный командир                         | 04.12.1905 — 28.02.1940                      | [ БС 19 ] [ ГС 65 ] [ НЛ 60 ]   |
| 208   | Романенков Николай Титович                                                         | 27.02.1945            | комиссар       | комсорг 1103-го стрелкового полка 328-й стрелковой дивизии 47-й армии 1-го Белорусского фронта | капитан                                     | 25.04.1919 — 26.04.1945                      | [ БС 19 ] [ ГС 66 ] [ НЛ 61 ]   |
| 209   | Романец Степан Васильевич                                                          | 31.05.1945            | артиллерия     | командир дивизиона 511-го гаубичного артиллерийского полка 18-й гаубичной артиллерийской бригады 6-й артиллерийской дивизии прорыва РГК в составе 47-й армии 1-го Белорусского фронта | капитан                                     | 12.12.1914 — 10.12.1977                      | [ БС 19 ] [ ГС 67 ] [ НЛ 62 ]   |
| 210   | Романков Александр Андрианович                                                     | 10.04.1945            | танкист        | командир танка Т-34 12-го танкового полка 25-й гвардейской механизированной бригады 7-го гвардейского механизированного корпуса 1-го Украинского фронта | младший лейтенант                           | 24.08.1923 — 11.02.1945                      | [ БС 19 ] [ ГС 68 ] [ НЛ 63 ]   |
| 211   | Романов Александр Георгиевич                                                       | 14.11.1938            | авиация        | лётчик 1-й истребительной авиационной эскадрильи ВВС Испанской Республики | лейтенант                                   | 25.08.1912 — 21.06.1938                      | ——                              |
| 212   | Романов Александр Дмитриевич                                                       | 27.06.1945            | пехота         | командир роты мотострелкового батальона 70-й механизированной бригады 9-го механизированного корпуса 3-й гвардейской танковой армии 1-го Украинского фронта | старший лейтенант                           | 18.01.1922 — 28.04.1945                      | [ БС 20 ] [ ГС 70 ] [ НЛ 64 ]   |
| 213   | Романов Борис Дмитриевич                                                           | 22.08.1944            | артиллерия     | командир орудия взвода 45-мм пушек 755-го стрелкового полка 217-й стрелковой дивизии 48-й армии 1-го Белорусского фронта | сержант                                     | 15.04.1924 — 07.08.1980                      | [ БС 21 ] [ ГС 71 ] [ НЛ 65 ]   |
| 214   | Романов Василий Михайлович                                                         | 15.01.1944            | инженер        | командир отделения 46-го отдельного сапёрного батальона 55-й стрелковой дивизии 61-й армии Центрального фронта | сержант                                     | 13.03.1910 — 13.08.1987                      | [ БС 21 ] [ ГС 72 ] [ НЛ 66 ]   |
| 215   | Романов Владимир Фёдорович укр. Романов Володимир Федорович                        | 19.08.1944            | авиация        | штурман звена 18-го гвардейского авиационного полка 2-й гвардейской авиационной дивизии 2-го гвардейского авиационного корпуса Авиации дальнего действия | гвардии капитан                             | 08.03.1913 — 03.02.1985                      | [ БС 21 ] [ ГС 73 ] [ НЛ 67 ]   |
| 216   | Романов Владимир Филиппович                                                        | 10.04.1945            | пехота         | разведчик 410-го стрелкового полка 112-й стрелковой дивизии 13-й армии 1-го Украинского фронта | младший сержант                             | 15.02.1924 — 28.03.1972                      | [ БС 21 ] [ ГС 74 ] [ НЛ 68 ]   |
| 217   | Романов Григорий Григорьевич                                                       | 21.02.1945            | артиллерия     | командир огневого взвода 128-го гвардии стрелкового полка 44-й гвардейской стрелковой дивизии 65-й армии 1-го Белорусского фронта | гвардии старший лейтенант                   | 23.09.1907 — 28.06.1987                      | [ БС 21 ] [ ГС 75 ] [ НЛ 69 ]   |
| 218   | Романов Евгений Павлович                                                           | 18.08.1945            | авиация        | старший лётчик-наблюдатель 47-го гвардейского отдельного разведывательного авиационного полка Главного командования Красной Армии | гвардии старший лейтенант                   | 05.04.1920 — 12.04.1987                      | [ БС 21 ] [ ГС 76 ] [ НЛ 70 ]   |
| 219   | Романов Егор Дмитриевич                                                            | 31.05.1945            | пехота         | командир пулемётного расчёта пулемётной роты 738-го стрелкового полка 134-й стрелковой дивизии 69-й армии 1-го Белорусского фронта | старший сержант                             | 05.12.1905 — 19.03.1986                      | [ БС 21 ] [ ГС 77 ] [ НЛ 71 ]   |
| 220   | Романов Иван Петрович                                                              | 24.03.1945            | пехота         | командир отделения взвода пешей разведки 830-го стрелкового полка 238-й стрелковой дивизии 50-й армии 2-го Белорусского фронта | сержант                                     | 16.01.1923 — 05.03.1995                      | [ БС 22 ] [ ГС 78 ] [ НЛ 72 ]   |
| 221   | Романов Михаил Яковлевич                                                           | 29.06.1945            | авиация        | командир эскадрильи 565-го штурмового авиационного полка 224-й штурмовой авиационной дивизии 8-го штурмового авиационного корпуса 8-й воздушной армии 4-го Украинского фронта | старший лейтенант                           | 04.07.1922 — 12.05.2008                      | [ БС 23 ] [ ГС 79 ] [ НЛ 73 ]   |
| 222   | Романов Николай Кириллович чув. Романов Николай Кириллович                         | 30.10.1943            | пехота         | командир взвода 188-го стрелкового полка 106-й стрелковой дивизии 65-й армии Центрального фронта | старшина                                    | 24.04.1919 — 20.10.1943                      | [ БС 23 ] [ ГС 80 ] [ НЛ 74 ]   |
| 223   | Романов Николай Фёдорович                                                          | 08.09.1945            | танкист        | командир танка 171-й танковой бригады 15-й армии 2-го Дальневосточного фронта | лейтенант                                   | 15.03.1916 — 11.04.1963                      | [ БС 23 ] [ ГС 81 ] [ НЛ 75 ]   |
| 224   | Романов Павел Минаевич бел. Раманаў Павел Мінаевіч                                 | 15.08.1944            | партизан       | активный участник партизанской борьбы в Белоруссии, командир партизанской бригады «За Советскую Белоруссию» | —                                           | 29.09.1905 — 13.05.1944                      | [ БС 23 ] [ ГС 82 ] [ НЛ 76 ]   |
| 225   | Романов Пётр Иванович                                                              | 19.08.1944            | авиация        | командир звена 108-го авиационного полка 36-й авиационной дивизии 8-го авиационного корпуса Авиации дальнего действия | капитан                                     | 06.06.1918 — 18.04.1945                      | [ БС 23 ] [ ГС 83 ] [ НЛ 77 ]   |
| 226   | Романов Пётр Ильич                                                                 | 19.04.1945            | пехота         | командир батальона 140-го стрелкового полка 182-й стрелковой дивизии 43-й армии 3-го Белорусского фронта | капитан                                     | 21.02.1919 — 09.02.1945                      | [ БС 24 ] [ ГС 84 ] [ НЛ 78 ]   |
| 227   | Романов Семён Фёдорович                                                            | 29.06.1945            | пехота         | заместитель по оперативной работе начальника штаба 5-й мотострелковой бригады 5-го танкового корпуса 2-го Прибалтийского фронта | капитан                                     | 07.05.1922 — 18.05.1984                      | [ БС 25 ] [ ГС 85 ] [ НЛ 79 ]   |
| 228   | Романов Сергей Михайлович                                                          | 20.06.1942            | авиация        | штурман 746-го отдельного авиационного полка 45-й авиационной дивизии Авиации дальнего действия | майор                                       | 11.06.1908 — 16.03.1999                      | [ БС 25 ] [ ГС 86 ] [ НЛ 80 ]   |
| 229   | Романов Яков Александрович                                                         | 24.03.1945            | пехота         | стрелок 70-го гвардейского стрелкового полка 24-й гвардейской стрелковой дивизии 2-й гвардейской армии 4-го Украинского фронта | гвардии красноармеец                        | 23.10.1925 — 09.05.1944                      | [ БС 25 ] [ ГС 87 ] [ НЛ 81 ]   |
| 230   | Романовцев Сергей Дмитриевич                                                       | 03.06.1944            | пехота         | командир отделения станкового пулемёта 266-го гвардейского стрелкового полка 88-й гвардейской стрелковой дивизии 8-й гвардейской армии 3-го Украинского фронта | гвардии сержант                             | 29.09.1925 — 26.05.2022                      | [ БС 25 ] [ ГС 88 ] [ НЛ 82 ]   |
| 231   | Романченко Иван Ефимович укр. Романченко Іван Юхимович                             | 10.04.1945            | танкист        | командир орудия танка 63-й гвардейской танковой бригады 10-го гвардейского танкового корпуса 4-й танковой армии 1-го Украинского фронта | гвардии старший сержант                     | 28.10.1923 — 03.07.1988                      | [ БС 25 ] [ ГС 89 ] [ НЛ 83 ]   |
| 232   | Романчук Павел Родионович укр. Романчук Павло Родіонович                           | 22.02.1944            | артиллерия     | начальник разведки дивизиона 791-го артиллерийского полка 254-й стрелковой дивизии 52-й армии Степного фронта | старший лейтенант                           | 11.03.1921 — 22.06.2008                      | [ БС 25 ] [ ГС 90 ] [ НЛ 84 ]   |
| 233   | Романьков Михаил Егорович бел. Раманькоў Міхаіл Ягоравіч                           | 29.06.1945            | пехота         | командир расчёта станкового пулемёта пулемётной роты 350-го стрелкового полка 96-й стрелковой дивизии 48-й армии 3-го Белорусского фронта | младший сержант                             | 06.02.1926 — 09.07.1966                      | [ БС 25 ] [ ГС 91 ] [ НЛ 85 ]   |
| 234   | Романюк Василий Григорьевич укр. Романюк Василь Григорович                         | 09.09.1957            | авиация        | заместитель начальника отделения по лётным испытаниям и парашютной подготовке — старший инструктор-испытатель парашютов и катапультных установок НИИ ВВС | полковник                                   | 30.01.1910 — 31.07.1993                      | ——                              |
| 235   | Романюк Григорий Павлович укр. Романюк Григорій Павлович                           | 03.06.1944            | кавалерия      | командир эскадрона 34-го гвардейского кавалерийского полка 9-й гвардейской кавалерийской дивизии 4-го гвардейского кавалерийского корпуса 3-го Украинского фронта | гвардии капитан                             | 15.09.1917 — 06.11.1993                      | [ БС 27 ] [ ГС 93 ] [ НЛ 86 ]   |
| 236   | Романюк Николай Иванович                                                           | 22.07.1944            | пехота         | командир отделения роты автоматчиков 234-го стрелкового полка 179-й стрелковой дивизии 43-й армии 1-го Прибалтийского фронта | сержант                                     | 09.05.1922 — 13.10.1995                      | [ БС 27 ] [ ГС 94 ] [ НЛ 87 ]   |
| 237   | Романютин Александр Иванович                                                       | 09.02.1944            | артиллерия     | командир огневого взвода 342-го стрелкового полка 136-й стрелковой дивизии 38-й армии Воронежского фронта | младший лейтенант                           | 08.08.1924 — 04.02.2006                      | [ БС 27 ] [ ГС 95 ] [ НЛ 88 ]   |
| 238   | Ромас Прокофий Митрофанович                                                        | 23.09.1944            | артиллерия     | командир дивизиона 917-го артиллерийского полка 350-й стрелковой дивизии 13-й армии 1-го Украинского фронта | капитан                                     | 05.08.1918 — 04.08.2005                      | [ БС 27 ] [ ГС 96 ] [ НЛ 89 ]   |
| 239   | Ромашин Михаил Петрович                                                            | 01.09.1942            | партизан       | активный участник партизанской борьбы на Брянщине, командир Брянского районного партизанского отряда | —                                           | 24.11.1905 — 09.09.1964                      | [ БС 27 ] [ ГС 97 ] [ НЛ 90 ]   |
| 240   | Ромашкин Иван Данилович                                                            | 31.05.1945            | пехота         | командир мотострелкового батальона 33-й гвардейской мотострелковой бригады 9-го гвардейского танкового корпуса 2-й гвардейской танковой армии 1-го Белорусского фронта | гвардии старший лейтенант                   | 15.09.1909 — 26.09.1998                      | [ БС 27 ] [ ГС 98 ] [ НЛ 91 ]   |
| 241   | Ромашкин Тимофей Терентьевич бел. Рамашкін Цімафей Цярэнцьевіч                     | 09.03.1954            | авиация        | бортмеханик пассажирского самолёта Ли-2 Эстонского авиапредприятия Гражданского воздушного флота | —                                           | 15.04.1919 — 09.01.1954                      | ——                              |
| 242   | Ромашко Николай Васильевич бел. Рамашка Мікалай Васілевіч                          | 26.10.1944            | комиссар       | заместитель по политической части командира 1359-го зенитно-артиллерийского полка 28-й зенитно-артиллерийской дивизии РГК в составе 3-й армии 1-го Белорусского фронта | майор                                       | 13.10.1913 — 30.06.1944                      | [ БС 29 ] [ ГС 100 ] [ НЛ 92 ]  |
| 243   | Роменко Павел Павлович укр. Роменко Павло Павлович                                 | 10.01.1944            | инженер        | сапёр 392-го отдельного сапёрного батальона 232-й стрелковой дивизии 38-й армии Воронежского фронта | красноармеец                                | 1924 — 18.08.1944                            | [ БС 29 ] [ ГС 101 ] [ НЛ 93 ]  |
| 244   | Ромин Василий Александрович                                                        | 24.12.1943            | артиллерия     | командующий артиллерией 253-й стрелковой дивизии 40-й армии Воронежского фронта | подполковник                                | 25.04.1908 — 13.09.1943                      | [ БС 29 ] [ ГС 102 ] [ НЛ 94 ]  |
| 245   | Рорат Александр Иосифович                                                          | 17.05.1944            | артиллерия     | заместитель командира и наводчик орудия самоходной артиллерийской установки 1438-го самоходного артиллерийского полка 5-й гвардейской танковой армии 2-го Украинского фронта | старший сержант                             | 09.08.1910 — 31.10.1943                      | [ БС 29 ] [ ГС 103 ] [ НЛ 95 ]  |
| 246   | Рослик Павел Адамович укр. Рослик Павло Адамович                                   | 24.03.1945            | пехота         | командир мотострелкового батальона 32-й мотострелковой бригады 18-го танкового корпуса 53-й армии 2-го Украинского фронта | капитан                                     | 1919 — 05.07.1965                            | [ БС 29 ] [ ГС 104 ] [ НЛ 96 ]  |
| 247   | Рослый Иван Павлович                                                               | 21.03.1940            | пехота         | командир 245-го стрелкового полка 123-й стрелковой дивизии 7-й армии Северо-Западного фронта | майор                                       | 28.06.1902 — 15.10.1980                      | [ БС 29 ] [ ГС 105 ] [ НЛ 97 ]  |
| 248   | Росляков Алексей Александрович                                                     | 15.01.1944            | танкист        | командир танка Т-34 63-го танкового батальона 108-й танковой бригады 9-го танкового корпуса Белорусского фронта | лейтенант                                   | 07.08.1923 — 26.02.1991                      | [ БС 30 ] [ ГС 106 ] [ НЛ 98 ]  |
| 249   | Росляков Анатолий Яковлевич                                                        | 22.02.1944            | пехота         | командир взвода 936-го стрелкового полка 254-й стрелковой дивизии 52-й армии 2-го Украинского фронта | младший лейтенант                           | 23.04.1912 — октябрь 1943 (пропал без вести) | [ БС 31 ] [ ГС 107 ] [ НЛ 99 ]  |
| 250   | Россохин Борис Гаврилович                                                          | 23.02.1945            | авиация        | командир звена 59-го гвардейского штурмового авиационного полка 2-й гвардейской штурмовой авиационной дивизии 16-й воздушной армии 1-го Белорусского фронта | гвардии лейтенант                           | 11.10.1922 — 18.07.2005                      | [ БС 31 ] [ ГС 108 ] [ НЛ 100 ] |
| 251   | Ростиашвили Шота Петрович груз. როსტიაშვილი შოთა                                   | 24.03.1945            | пехота         | командир отделения 904-го стрелкового полка 245-й стрелковой дивизии 54-й армии 3-го Прибалтийского фронта | сержант                                     | 1923 — 16.02.1945                            | [ БС 31 ] [ ГС 109 ] [ НЛ 101 ] |
| 252   | Ростомян Аповен Васильевич арм. Ռոստոմյան Ապավեն                                   | 10.04.1945            | пехота         | командир отделения 44-го гвардейского стрелкового полка 15-й гвардейской стрелковой дивизии 5-й гвардейской армии 1-го Украинского фронта | гвардии сержант                             | 15.02.1905 — 18.01.1945                      | [ БС 31 ] [ ГС 110 ] [ НЛ 102 ] |
| 253   | Ротенко Андрей Иванович                                                            | 03.06.1944            | пехота         | стрелок 487-й отдельной разведывательной роты 218-й стрелковой дивизии 47-й армии Воронежского фронта | красноармеец                                | 18.11.1924 — 20.05.1968                      | [ БС 31 ] [ ГС 111 ] [ НЛ 103 ] |
| 254   | Ротко Фёдор Никитович                                                              | 29.06.1945            | пехота         | командир взвода сводного десанта 83-й гвардейской стрелковой дивизии 11-й гвардейской армии 3-го Белорусского фронта | гвардии младший лейтенант                   | 04.03.1923 — 02.10.1951                      | [ БС 32 ] [ ГС 112 ] [ НЛ 104 ] |
| 255   | Ротмистров Павел Алексеевич                                                        | 07.05.1965            | маршал         | помощник министра обороны СССР по высшим военно-учебным заведениям | главный маршал бронетанковых войск          | 06.07.1901 — 06.04.1982                      | ——                              |
| 256   | Рощанинов Анатолий Александрович                                                   | 20.12.1943            | инженер        | командир сапёрного отделения 40-го отдельного моторизованного понтонно-мостового батальона 7-й гвардейской армии Степного фронта | сержант                                     | 03.12.1916 — 06.01.1979                      | [ БС 33 ] [ ГС 114 ] [ НЛ 105 ] |
| 257   | Рощенко Владимир Фёдорович                                                         | 27.07.1943            | авиация        | штурман эскадрильи 8-го гвардейского авиационного полка 8-й гвардейской авиационной дивизии 2-го гвардейского авиационного корпуса Авиации дальнего действия | гвардии старший лейтенант                   | 20.09.1921 — 30.05.1990                      | [ БС 33 ] [ ГС 115 ] [ НЛ 106 ] |
| 258   | Рощепкин Василий Дмитриевич                                                        | 01.07.1944            | авиация        | командир эскадрильи 61-го штурмового авиационного полка 291-й штурмовой авиационной дивизии 2-й воздушной армии 1-го Украинского фронта | старший лейтенант                           | 01.03.1922 — 30.10.1944                      | [ БС 33 ] [ ГС 116 ] [ НЛ 107 ] |
| 259   | Рощин Александр Иосифович                                                          | 29.10.1943            | связисты       | командир телефонного взвода роты связи 529-го стрелкового полка 163-й стрелковой дивизии 38-й армии Воронежского фронта | лейтенант                                   | 15.08.1911 — 29.12.1966                      | [ БС 33 ] [ ГС 117 ] [ НЛ 108 ] |
| 260   | Рощин Иван Дмитриевич                                                              | 24.03.1945            | танкист        | командир танка Т-34 3-й гвардейской танковой бригады 3-го гвардейского танкового корпуса 5-й гвардейской танковой армии 1-го Прибалтийского фронта | гвардии младший лейтенант                   | 13.02.1918 — 13.10.1944                      | [ БС 33 ] [ ГС 118 ] [ НЛ 109 ] |
| 261   | Рощин Лев Михайлович                                                               | 26.10.1944            | авиация        | командир эскадрильи 190-го штурмового авиационного полка 214-й штурмовой авиационной дивизии 15-й воздушной армии 2-го Прибалтийского фронта | старший лейтенант                           | 30.09.1922 — 20.02.1958                      | [ БС 34 ] [ ГС 119 ] [ НЛ 110 ] |
| 262   | Рощин Николай Андреевич                                                            | 24.03.1945            | инженер        | командир сапёрного взвода 3-го гвардейского воздушно-десантного полка 1-й гвардейской воздушно-десантной дивизии 53-й армии 2-го Украинского фронта | гвардии сержант                             | 09.06.1922 — 28.10.2016                      | [ БС 35 ] [ ГС 120 ] [ НЛ 111 ] |
| 263   | Рощупкин Степан Петрович                                                           | 16.10.1943            | артиллерия     | командир взвода противотанковых ружей 142-го отдельного истребительно-противотанкового дивизиона 74-й стрелковой дивизии 13-й армии Центрального фронта | старший сержант                             | 1917 — 04.10.1943                            | [ БС 35 ] [ ГС 121 ] [ НЛ 112 ] |
| 264   | Рубан Андрей Фролович укр. Рубан Андрій Фролович                                   | 18.08.1945            | авиация        | штурман 990-го ночного бомбардировочного авиационного полка 313-й ночной бомбардировочной авиационной дивизии 15-й воздушной армии 2-го Прибалтийского фронта | майор                                       | 05.11.1914 — 21.08.2007                      | [ БС 35 ] [ ГС 122 ] [ НЛ 113 ] |
| 265   | Рубан Николай Афанасьевич                                                          | 24.03.1945            | танкист        | командир взвода тяжёлых танков КВ-122 64-го гвардейского отдельного тяжёлого танкового полка 3-го гвардейского механизированного корпуса 1-го Прибалтийского фронта | гвардии старший лейтенант                   | 14.08.1923 — 31.07.1944                      | [ БС 35 ] [ ГС 123 ] [ НЛ 114 ] |
| 266   | Рубан Пётр Васильевич укр. Рубан Петро Васильович                                  | 17.05.1984            | авиация        | командир 200-й отдельной штурмовой авиационной эскадрильи ВВС 40-й армии ограниченного контингента советских войск в Афганистане | подполковник                                | 11.06.1950 — 16.01.1984                      | ——                              |
| 267   | Рубанов Пётр Акимович                                                              | 18.08.1945            | авиация        | командир эскадрильи 828-го штурмового авиационного полка 260-й штурмовой авиационной дивизии 4-й воздушной армии 2-го Белорусского фронта | капитан                                     | 19.08.1920 — 12.04.2017                      | [ БС 35 ] [ ГС 125 ] [ НЛ 115 ] |
| 268   | Рубахин Анатолий Ермолаевич                                                        | 23.02.1945            | авиация        | командир 402-го истребительного авиационного полка 265-й истребительной авиационной дивизии 3-го истребительного авиационного корпуса 1-й воздушной армии 3-го Белорусского фронта | майор                                       | 07.07.1918 — 04.10.1986                      | [ БС 35 ] [ ГС 126 ] [ НЛ 116 ] |
| 269   | Рубахо Филипп Яковлевич укр. Рубахо Федір Якович                                   | 22.01.1944            | морской флот   | снайпер 393-го отдельного батальона морской пехоты Новороссийской военно-морской базы Черноморского флота | старшина 1-й статьи                         | 13.01.1923 — 14.09.1943                      | [ БС 35 ] [ ГС 127 ] [ НЛ 117 ] |
| 270   | Рубинский Владимир Васильевич                                                      | 31.05.1945            | артиллерия     | заместитель по артиллерии командира 800-го стрелкового полка 143-й стрелковой дивизии 47-й армии 1-го Белорусского фронта | капитан                                     | 23.05.1923 — 15.12.2015                      | [ БС 36 ] [ ГС 128 ] [ НЛ 118 ] |
| 271   | Рублевский Владимир Степанович                                                     | 24.03.1945            | пехота         | командир пулемётного расчёта 201-го гвардейского стрелкового полка 67-й гвардейской стрелковой дивизии 6-й гвардейской армии 1-го Прибалтийского фронта | гвардии старший сержант                     | 1925 — 03.07.1944                            | [ БС 36 ] [ ГС 129 ] [ НЛ 119 ] |
| 272   | Рубленко Иван Александрович                                                        | 10.04.1945            | артиллерия     | командир артиллерийского дивизиона 16-й гвардейской механизированной бригады 6-го гвардейского механизированного корпуса 4-й танковой армии 1-го Украинского фронта | гвардии майор                               | 25.08.1919 — 12.02.1981                      | [ БС 36 ] [ ГС 130 ] [ НЛ 120 ] |
| 273   | Рубусин Сергей Михайлович                                                          | 10.04.1945            | инженер        | огнемётчик 47-го отдельного батальона ранцевых огнемётов 23-й моторизированной штурмовой инженерно-сапёрной бригады РГК в составе 13-й армии 1-го Украинского фронта | красноармеец                                | 24.01.1924 — 02.02.1945                      | [ БС 36 ] [ ГС 131 ] [ НЛ 121 ] |
| 274   | Рубцов Анатолий Петрович                                                           | 31.12.1942            | авиация        | командир звена 4-го авиационного полка 3-й авиационной дивизии Авиации дальнего действия | капитан                                     | 22.05.1914 — 21.08.1954                      | [ БС 36 ] [ ГС 132 ] [ НЛ 122 ] |
| 275   | Рубцов Герасим Архипович                                                           | 08.05.1965            | пограничник    | командир 456-го сводного пограничного полка войск НКВД в составе Отдельной Приморской армии | подполковник                                | 18.02.1904 — июль 1942                       | ——                              |
| 276   | Рубцов Никанор Трофимович                                                          | 20.12.1943            | артиллерия     | командир орудия 98-го гвардейского отдельного истребительно-противотанкового дивизиона 89-й гвардейской стрелковой дивизии 37-й армии Степного фронта | гвардии сержант                             | 29.12.1901 — 06.10.1943                      | [ БС 37 ] [ ГС 134 ] [ НЛ 123 ] |
| 277   | Рубцов Николай Фёдорович                                                           | 24.03.1945            | пехота         | командир взвода 305-го гвардейского стрелкового полка 108-й гвардейской стрелковой дивизии 46-й армии 2-го Украинского фронта | гвардии младший лейтенант                   | 20.07.1925 — 10.11.1972                      | [ БС 36 ] [ ГС 135 ] [ НЛ 124 ] |
| 278   | Рубченков Владимир Трофимович                                                      | 24.03.1945            | комиссар       | комсорг батальона 1263-го стрелкового полка 381-й стрелковой дивизии 23-й армии Ленинградского фронта | младший лейтенант                           | 31.10.1922 — 20.10.1977                      | [ БС 38 ] [ ГС 136 ] [ НЛ 125 ] |
| 279   | Рувинский Вениамин Абрамович                                                       | 01.11.1943            | инженер        | командир 228-го отдельного сапёрного батальона 152-й стрелковой дивизии 46-й армии Юго-Западного фронта | капитан                                     | 01.05.1919 — 24.06.2001                      | [ БС 38 ] [ ГС 137 ] [ НЛ 126 ] |
| 280   | Рудаков Александр Павлович                                                         | 15.01.1944            | танкист        | командир танка Т-70 142-го танкового батальона 95-й танковой бригады 9-го танкового корпуса 65-й армии Белорусского фронта | младший лейтенант                           | 06.10.1912 — 14.02.1979                      | [ БС 38 ] [ ГС 138 ] [ НЛ 127 ] |
| 281   | Рудаков Евгений Михайлович                                                         | 20.05.1940            | танкист        | командир 394-го отдельного танкового батальона 72-й стрелковой дивизии 15-й армии Северо-Западного фронта | капитан                                     | 09.01.1907 — 11.03.1940                      | [ БС 38 ] [ ГС 139 ] [ НЛ 128 ] |
| 282   | Рудаков Николай Яковлевич                                                          | 23.10.1943            | пехота         | командир 202-го гвардейского стрелкового полка 68-й гвардейской стрелковой дивизии 40-й армии Воронежского фронта | гвардии майор                               | 23.10.1906 — 29.08.1977                      | [ БС 38 ] [ ГС 140 ] [ НЛ 129 ] |
| 283   | Рудаков Павел Васильевич                                                           | 27.02.1945            | кавалерия      | командир взвода противотанковых ружей 57-го гвардейского кавалерийского полка 15-й гвардейской кавалерийской дивизии 7-го гвардейского кавалерийского корпуса 1-го Белорусского фронта | гвардии лейтенант                           | 1918 — 23.04.1945                            | [ БС 38 ] [ ГС 141 ] [ НЛ 130 ] |
| 284   | Рудаков Сергей Фёдорович                                                           | 27.06.1945            | артиллерия     | командир СУ-76 298-го гвардейского самоходного артиллерийского полка 4-го гвардейского танкового корпуса 1-го Украинского фронта | гвардии младший лейтенант                   | 05.10.1916 — 13.11.1993                      | [ БС 38 ] [ ГС 142 ] [ НЛ 131 ] |

| Навигационная таблица | Навигационная таблица                |
| --------------------- | ------------------------------------ |
| «Р»                   | Рабовалюк Михаил — Рогачёв Михаил    |
| «Р»                   | Рогачевский Георгий — Рудаков Сергей |
| «Р»                   | Руденко Александр — Ряпосов Николай  |